# Áreas protegidas de Kiribati

Kiribati en el océano Pacífico

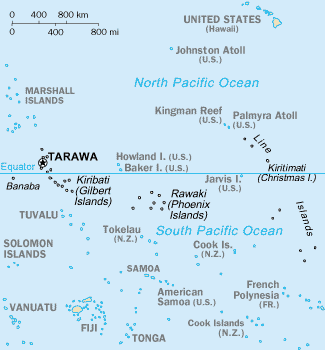
Kiribati

Según la IUCN, en Kiribati hay 13 áreas protegidas que cubren 231 km² de superficie terrestre, el 22,36% de las tierras emergidas del país, y 408.797 km² de áreas marinas, que cubren el 11,82% de los 3.459.130 km² que corresponden al país. En este conjunto hay 1 reserva marina, 1 área protegida, 3 santuarios naturales, 1 reserva de aves, 4 áreas cerradas y 1 área de conservación de usos múltiples. Asimismo, hay 1 sitio patrimonio de la humanidad y 1 sitio Ramsar.

## Áreas protegidas

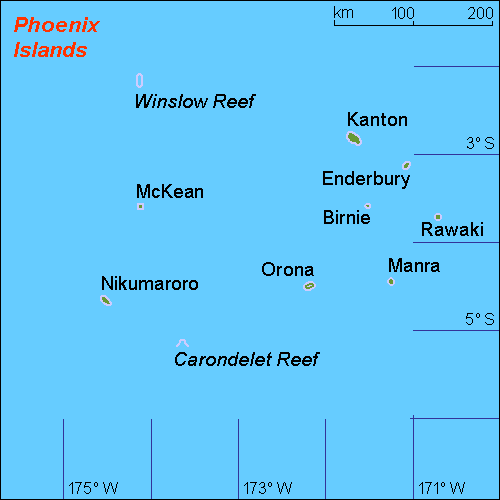
Islas Fénix

- Área protegida de las islas Fénix o PIPA, unos 408.250 km². La isla Phoenix o Rawaki, en el extremo oriental de las islas Fénix es una pequeña isla de 1,2 km de largo de noroeste a sudeste y 0,8 km de ancho, con una playa circular que sube hasta los 6 m de altura. Su riqueza avícola es enorme y fue el inicio de la zona protegida hasta su ampliación que abarca todas las islas del grupo, Abariringa o Kanton, Enderbury, Birnie, McKean, Rawaki, Manra, el atolón Orona, Nikumaroro, los arrecifes sumergidos de Winslow y Carondlet, y dos islas pertenecientes a EE. UU. en el norte, Baker y Howland. Kanton, de 9 km², es la única isla habitada y la más grande. El área protegida está formada por una serie de grandes volcanes sumergidos que se alzan directamente desde la profundidad de mar con una altura media de 4500 m y un máximo de 6000 m. Hay al menos 14 sumergidos y otros 8 que se aproximan a la superficie y dan lugar a los atolones y las islas de coral. La zona es relativamente seca y muy soleada, lo que le da unas características especiales, con una amplia biodiversidad marina que incluye tiburones, tortugas marinas, aves acuáticas, corales, almejas gigantes, cangrejos, etc., con un gran contraste entre estas islas y las que están habitadas y no pertenecen a la zona protegida.[2] De los 400.000 km², solo 28 km² están emergidos.[3]

## Reservas marinas y zonas cerradas

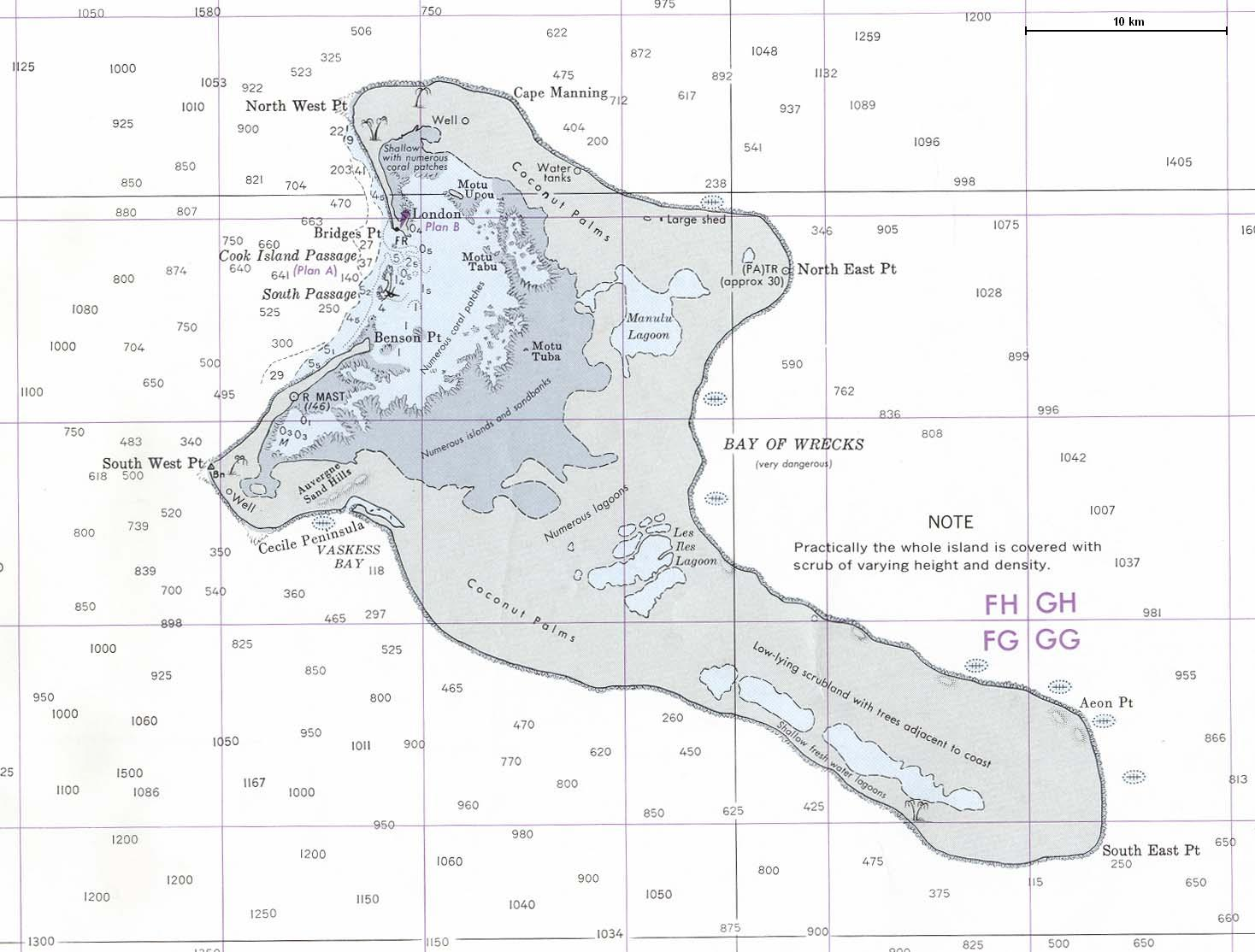
Isla de Kiritimati, con los islotes

- Reserva marina del atolón de Kiritimati o islas Christmas, 523,7 km², en las islas de la Línea. Posee cuatro áreas cerradas.[4]
  - Área cerrada del islote de Cook, 22 km². Parte del atolón de Kiritimati, al noroeste, desconectado. Cook es un estrecho islote de 1 km de largo y 19 ha a la entrada de la laguna principal del puerto, con una importante colonia de charrán sombrío, la única en las islas de la Línea de charrán piquigualdo, y un buen número de tiñosa menuda y charrán blanco, con pequeñas poblaciones de charrán pardo y gaviotín de San Ambrosio.
  - Área cerrada del islote de Motu Tabu, en Kiritimati, 4 ha. Islote triangular dentro de la laguna de Kiritimati con una pequeña zona arbolada en el centro de Pisonia grandis. Alberga colonias grandes de pardela del Pacífico y petrel de las Fénix en las zonas abiertas. También acoge la pardela de Pascua, Nesofregetta albigularis y charrán blanco.
  - Área cerrada del islote de Ngaontetaake, en Kiritimati, 26 ha, en la parte oriental de la laguna central, alberga varios cientos de parejas de faetón colirrojo y algunas de fragata pelágica y piquero patirrojo.[5]
  - Área cerrada de Motu Upua, 19 ha, en Kiritimati. Islote cubierto de una mezcla de matorrales de Argusia, Suriana maritima y Scaevola, con algunas palmeras cocoteras dispersas. Alberga la mayor colonia de petrel de las Fénix y pardela de Pascua.

## Santuarios naturales

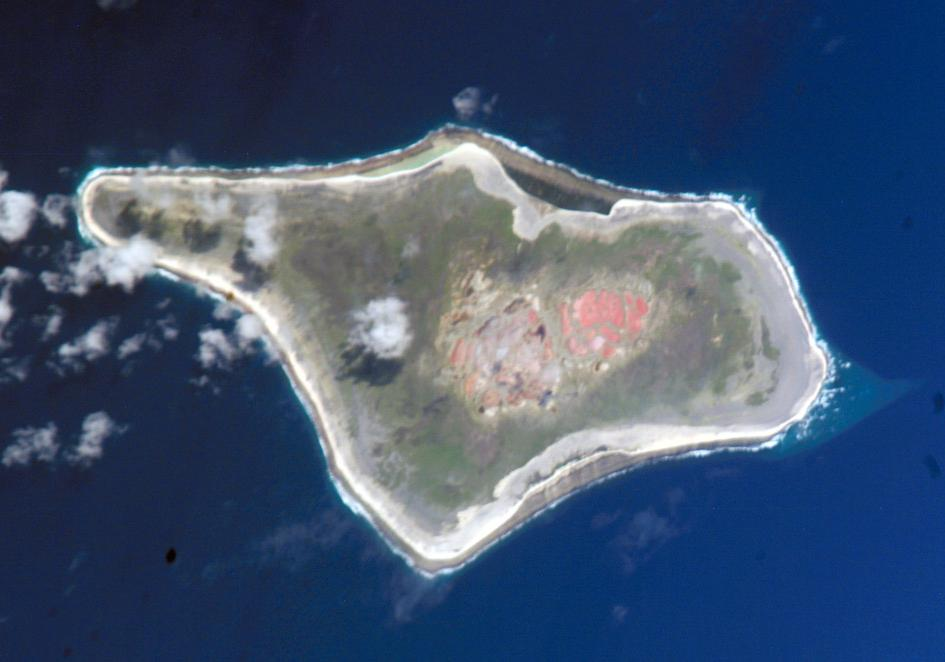
Isla Starbuck

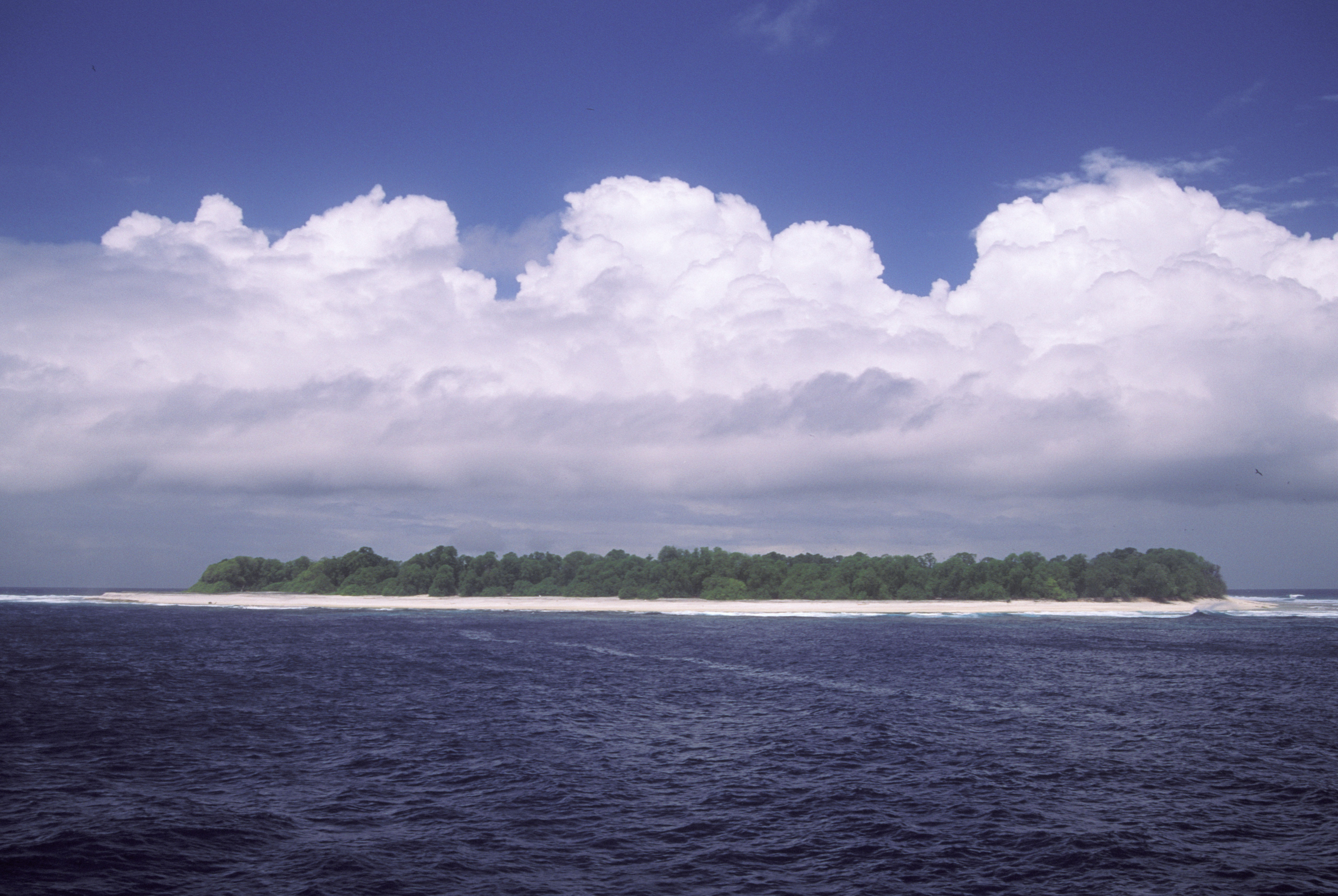
Isla Vostok

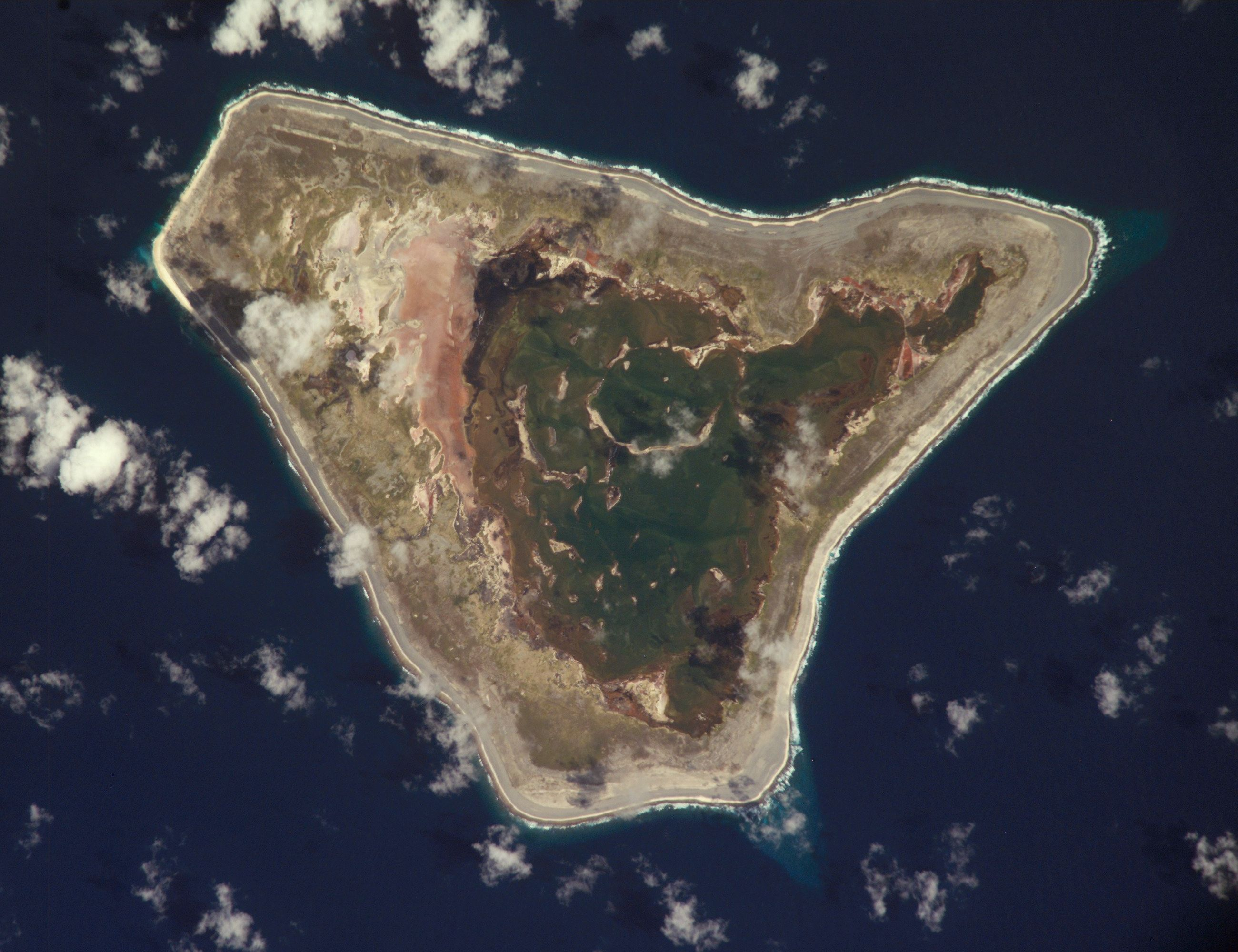
Isla Malden

- Santuario natural de la isla Starbuck, 162 km², en las islas de la Línea. Starbuck es una isla de coral llana, baja y seca de 8,9 km de este a oeste y 3,5 km de norte a sur. Los arrecifes tienen unos 100 m de anchura y se localizan a 400-600 m al sur de la isla y a 1,4 km al este. La playa, de fragmentos de coral, asciende 6 a 8 m y luego cae 2,5 m a la llanura interior, formada por piezas rotas de coral negro. Hay varias lagunas pequeñas al este. Es una de las islas más secas de las islas de la Línea, con menos de 800 m anuales. La vegetación consiste principalmente en matorral de Sida fallax con algunas manchas de Cordia subcordata. Hay algunos gatos salvajes y rata de la Polinesia. Destaca el elevado número de charrán sombrío, además de petreles, fragatas, tiñosas y pájaros bobos.

- Santuario natural de la isla Vostok, 24 ha, en las islas de la Línea. Isla pequeña y triangular de no más de 5 m de altura. No hay lagunas, aunque la turba está húmeda a 30 cm de profundidad en el bosque de Pisonia grandis que la cubre y que alcanza los 30 m de altura en el límite occidental, ya que, al este, los vientos dominantes lo recortan. Las playas son más anchas en el sur y en el oeste (hasta 45 m) y se alzan abruptamente al llegar al bosque. Hay coral al norte y en las esquinas sudoeste y sudeste hasta 500 m. En el borde del bosque crece Boerhavia repens. Hay unas ocho especies de aves en poca cantidad, entre ellos alcatraces y fragatas.

- Santuario natural de la isla Malden, 39,3 km², en las islas de la Línea. 4°01′00″S 154°56′00″O. Isla triangular muy baja, de 8 km de este a oeste y 6 km de norte a sur. Una serie de crestas de arena y coral forman una loma circular en torno a las playas. La isla contiene una laguna cerrada y muy salina de unos 13 km² que está conectada por el mar por medio de canales subterráneos y tiene numerosos islotes de coral. El clima es ecuatorial, pero puede ser extremado en cuanto a lluvias, pues los registros indican que en 1890 cayeron solo 101 mm y en 1919 cayeron 2400 mm, con una media anual de 716 mm. La vegetación de matorral está dominada por Sida fallax, con algunas manchas de Pisonia grandis. Hay unos 70 edificios en ruinas y los restos de templos polinesios. En 1956 fue ocupada por los británicos para hacer pruebas nucleares. No faltan las aves marinas como el alcatraz enmascarado, el alcatraz pardo y el piquero patirrojo, así como el rabihorcado chico y el charrán sombrío. Los únicos mamíferos son algún gato y ratones caseros. Hay un par de especies de lagartos y se ha visto tortuga verde y cangrejo ermitaño.

## Sitio Ramsar

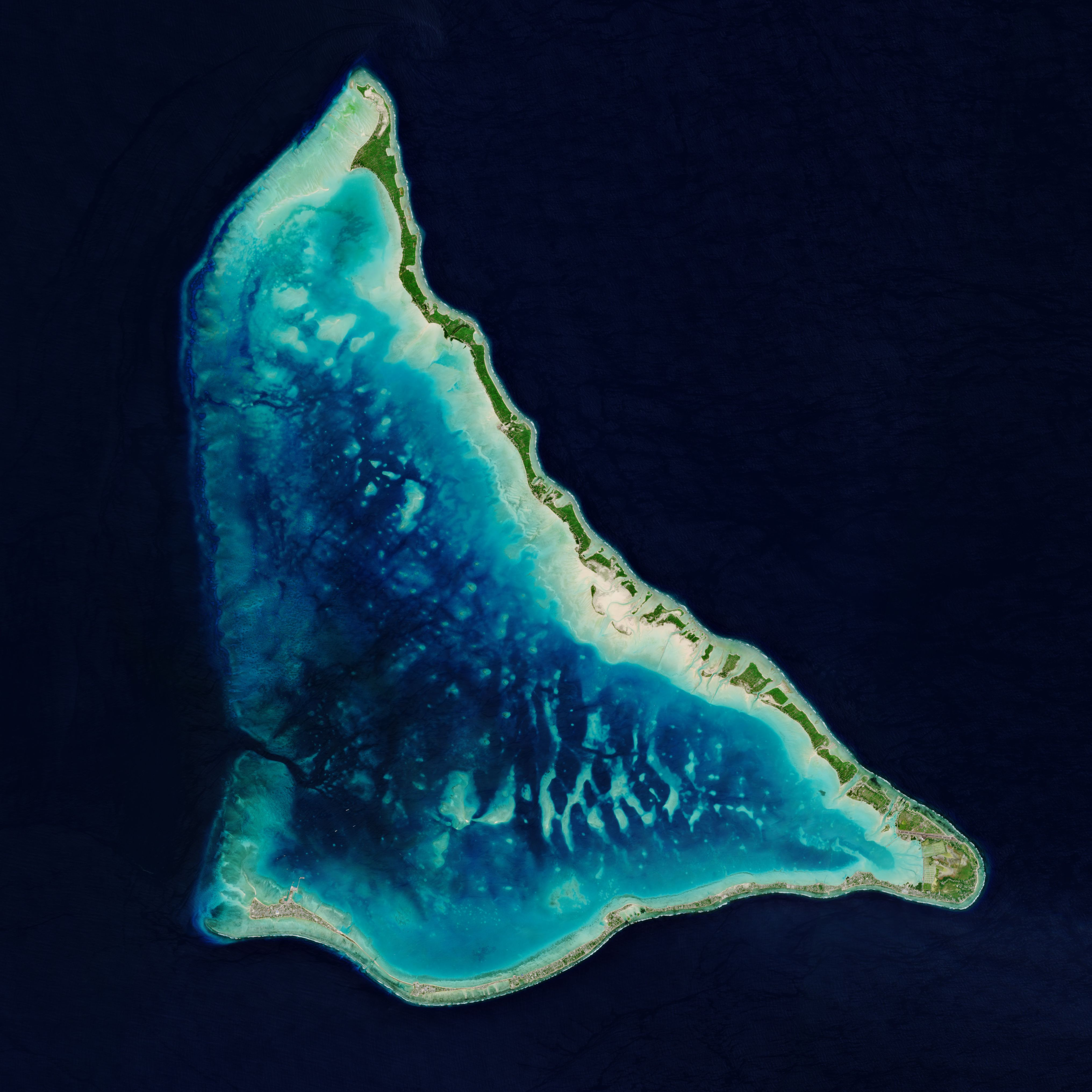
Isla de Tarawa

- Sitio Ramsar de Tarawa Nooto-Norte, 10,3 km², 01°31′N 173°00′E. En la isla de Tarawa, capital de Kiribati, al oeste del país, en las islas Gilbert. Ecosistema prístino que incluye lagunas, arrecifes de coral, zonas intermareales y manglares con una amplia variedad de animales marinos, tortugas, crustáceos, macroalgas y otras plantas. Es una de las pocas zonas de Kiribati donde hay manglares, dominados por la especie Rhizophora stylosa. Es una zona importante para la puesta de especies marinas amenazadas, como la tortuga verde, y otras vulnerables como la almeja gigante, que es un extraordinario depurador de aguas contaminadas, y un pez en peligro, el macabí. La actividad humana consiste en agricultura de pequeña escala, la cría de pollos y cerdos, pequeñas plantaciones de cocos, la pesca y la cosecha en los arrecifes con usos comerciales y de subsistencia.[6]